# Петър Чачаров
Петър А. Чачаров е български фолклорист от края на XIX и началото на XX век.

## Биография
Роден е в град Щип, тогава в Османската империя. Чачаров е от генерацията български фолклористи заедно с Иван Шандаров и Панчо Михайлов, насърчени в известна степен от делото на видния български фолклорист Ефрем Каранов, произхождащи от Кратовско-Щипския край. Чачаров публикува в Сборника за народни умотворения, наука и книжнина:
- Чачаров, П. А. Пословици от Щип (Македония). СбНУ III, 1890, 246 – 263.
- Чачаров, П. А. Клетви и благословии от Щип. СбНУ VIII, 1892, 231 – 248.
- Чачаров, П. А. Пословици от Граховско. СбНУ VIII, 1892, 231 – 239.